# Гурьянов, Пётр Иванович
Пётр Ива́нович Гурья́нов (2 мая 1912, деревня Болтуновка, Саратовская губерния — 2 июля 1997, Волжский, Волгоградская область) — санинструктор отдельного лыжного батальона (46-я стрелковая дивизия, 2-я ударная армия, 2-й Белорусский фронт), старшина медицинской службы (на момент представления к награждению орденом Славы 1-й степени).

## Награды
- Орден Отечественной войны 1 степени
- Орден Славы 3 степени (24.02.1944)
- Орден Славы 2 степени (09.10.1944; № 7792)
- Орден Славы 1 степени (24.03.1945; № 1613)

медали

## Память
- В ноябре 2010 года в Волжском на городском кладбище № 2 открыт памятник герою[1].